# Juslenville
Juslenville (en wallon : Juslin Vèye) est un village de la commune belge de Theux située en Région wallonne dans la province de Liège.
Avant la fusion des communes de 1977, le village faisait déjà partie de la commune de Theux.

## Étymologie
Juslenville a des origines romaines et pourrait signifier la maison de Julin ou Juslin (en latin : Juslin Villa)

## Situation
Le village est traversé par la Hoëgne qui coule du sud vers le nord. La localité est en réalité le prolongement nord de l'agglomération de Theux en direction de Pepinster via la route nationale 690. 
Juslenville est en fait constitué de deux zones d'habitat aux origines totalement différentes. 
- En rive gauche de la Hoëgne, se trouve Juslenville-Petite appelée aussi en wallon Ad’là l’êwe (Au-delà de l’eau), d'origine romaine et qui serait habitée depuis presque deux millénaires.
- En rive droite, Juslenville, de construction beaucoup plus récente (à partir du début du XIXe siècle sauf quelques maisons plus anciennes), formant une importante agglomération à caractère urbain le long et aux alentours de la rue Charles Rittweger.

## Description
Plusieurs édifices de Juslenville sont remarquables. Parmi lesquels, on trouve :
- la chapelle Fyon construite en 1821 sur un éperon rocheux dominant la Hoëgne. Elle a été bâtie en pierre calcaire complétée de moellons de grès dans un style néo-gothique par le châtelain de Juslenville. Elle a été transformée en maison d'habitation.
- l'église Saint-Augustin et le presbytère datant de 1888 et bâtis en moellons de calcaire et de grès[2].
- la petite maison blanche à colombages située au no 91 de la rue Charles Rittweger.
- la chapelle Gohy, petit oratoire rectangulaire en moellons de calcaire datant de 1703 à Juslenville-Petite[3].
- le lavoir de Juslenville-Petite alimenté par une source à une température plus élevée que la normale[3].

## Transports
La gare de Juslenville se trouve sur la ligne 44 (Infrabel).

## Activités
Juslenville possède une école communale.